# L'Effrontée
L'Effrontée is een Franse film van Claude Miller uit 1985. L'Effrontée is een losse verfilming van The Member of the Wedding van de Amerikaanse schrijfster Carson McCullers. 
De film gaat over Charlotte Castang (Charlotte Gainsbourg), een dertienjarig meisje in een treurige buurt die niets liever wil dan volwassen worden. Ze is zonder moeder opgegroeid en leeft samen met haar brutale broer en haar ongeïnteresseerde vader. Charlotte verveelt zich en droomt van een beter leven. Dan ontmoet ze Clara Bauman, een meisje van over de spoorweg dat piano speelt.
Charlotte Gainsbourg, 14 jaar oud toen de film uitkwam, won een César voor het beste jonge vrouwelijke talent. Bernadette Lafont won een César voor beste vrouwelijke bijrol. Verder werd de film genomineerd voor verschillende andere Césars en ontving L'Effrontée de prestigieuze Louis Delluc-prijs.

## Rolverdeling
| Acteur                | Personage         |
| --------------------- | ----------------- |
| Charlotte Gainsbourg  | Charlotte Castang |
| Clothilde Baudon      | Clara Bauman      |
| Julie Glenn           | Lulu              |
| Bernadette Lafont     | Léone             |
| Jean-Claude Brialy    | Sam               |
| Jean-Philippe Écoffey | Jean              |
| Raoul Billerey        | Antoine Castang   |
| Richard Guerry        | Regard sombre     |